# La Bruxa

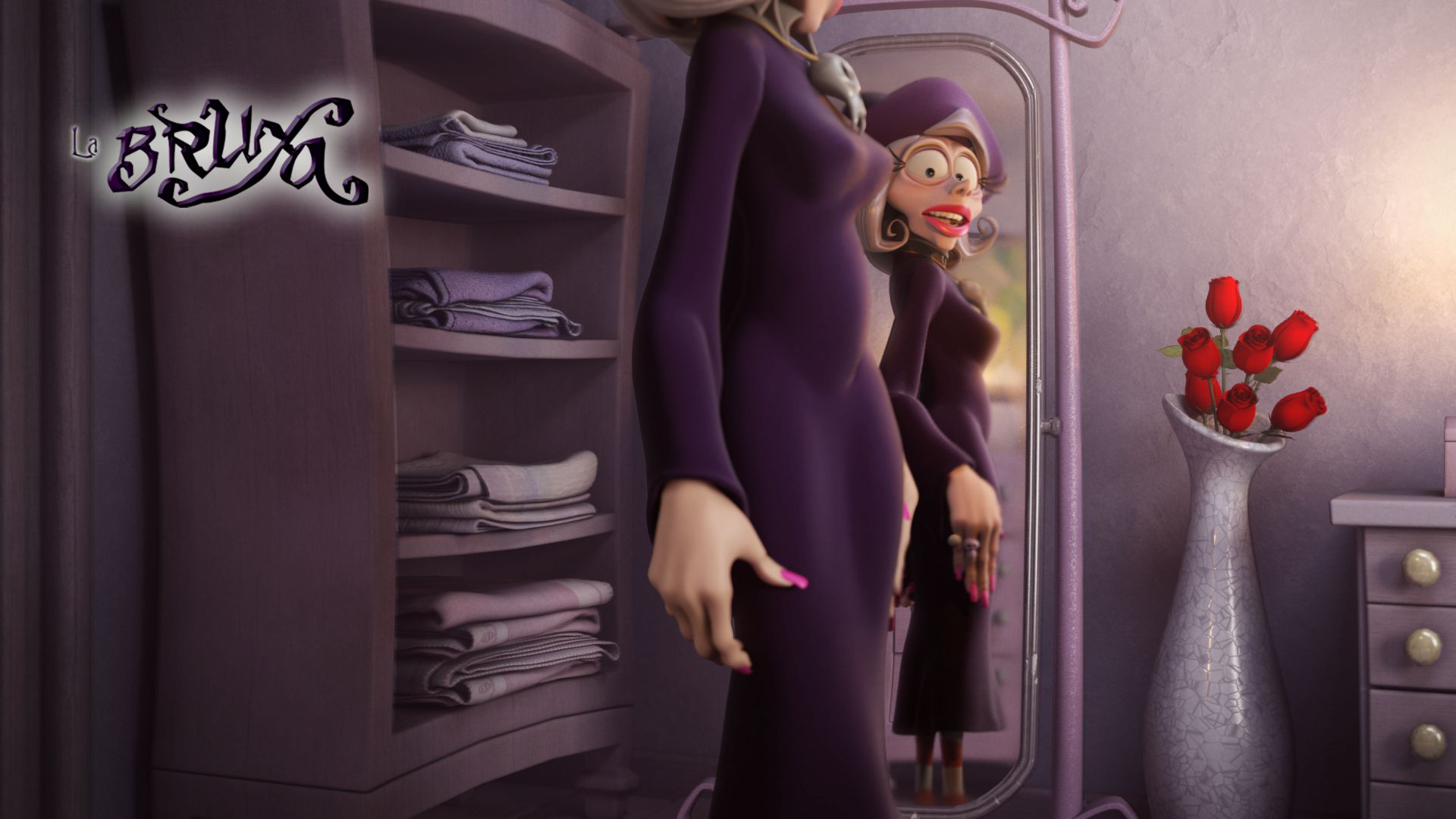
Fotograma del cortometraje "La Bruxa"

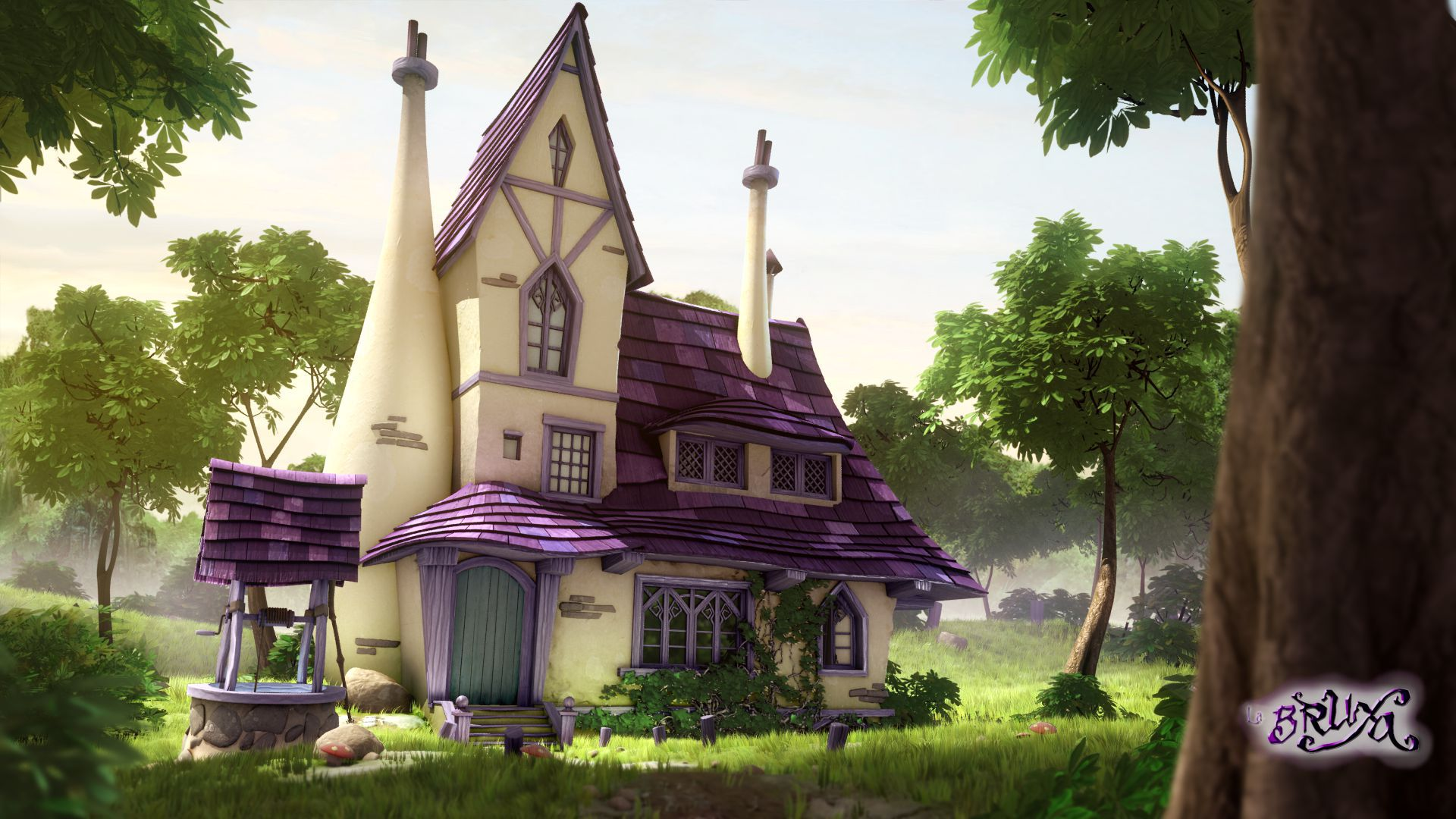
Fotograma del cortometraje "La Bruxa"

La Bruxa es un cortometraje de animación español, escrito y dirigido por Pedro Solís García y producido por La Fiesta PC en el año 2010 que obtuvo el Premio Goya al Mejor Cortometraje de Animación en el año 2011. 
La historia, cuya protagonista es una bruja enamoradiza, está narrada a modo de fábula con moraleja que dice que hay que tener cuidado con lo que se desea porque se puede cumplir. Y cuando se cumple, muchas veces no se cumple como uno quiere.  

## Director
Pedro Solís García compagina su trabajo de director de producción en largometrajes de animación con la realización de cortometrajes y la escritura de cuentos. Tiene dos premios Goya en su haber, por los cortometrajes de animación La Bruxa (2011) y Cuerdas (2014).

## Sinopsis
La vieja bruja del bosque busca el amor desesperadamente ¿Podrá encontrar a su príncipe azul?.